# Love Runs Out
 Love Runs Out — песня, записанная американской поп-рок группой OneRepublic для переиздания их третьего студийного альбома Native (2013). Она была создана совместно Райаном Теддером, Брентом Катцлом, Заком Филкинсом, Дрю Брауном и Эдди Фишером. Цифровой релиз песни состоялся в Австралии 14 апреля 2014 года. 6 мая она была объявлена пятым синглом альбома по Contemporary hit radio Америки.
Песню использовали в рекламе сериала Как избежать наказания за убийство канала ABC и в The X Factor (Великобритания).

## Список композиций
- Цифровое скачивание

1. «Love Runs Out» — 3:44

- CD сингл

1. «Love Runs Out» — 3:44
2. «Counting Stars» (Mico C remix edit) — 3:18

- Love Runs Out (Ремиксы)

1. «Love Runs Out» (Passion Pit Remix) — 5:00
2. «Love Runs Out» (Grabbitz Remix) — 3:19
3. «Love Runs Out» (Disciples Remix) — 4:59

## Продажи
Песня дебютировала как No.81 в Billboard Hot 100 и No.22 в Новозеландском чарте синглов. Она достигла No.15 в Billboard Hot 100. Продажи достигли миллиона копий в США в августе 2014 и к концу 2014 было продано 1.4 миллиона копий .

## Видеоклип
Видеоклип на песню, снятый в стиле европейского артхауса, был представлен 4 июня 2014 года. Режиссёр клипа — Софи Мюллер.